# Schippia
Schippia é um género botânico pertencente à família Arecaceae. A sua única espécie é Schippia concolor.